# Bryosedgwickia barlassinae
Bryosedgwickia barlassinae är en bladmossart som beskrevs av Tosco och Piovano 1956. Bryosedgwickia barlassinae ingår i släktet Bryosedgwickia och familjen Hypnaceae. Inga underarter finns listade i Catalogue of Life.